# Oscar Tybring
Oscar Emil Tybring, född 19 maj 1847 i Selbu, död 5 februari 1895 i Kristiania, var en norsk läkare.
Tybring blev student 1864 och tog medicinsk ämbetsexamen 1880. Under sin verksamhet som läkare, dels vid marinen, dels i enskild praktik i kustorter, kom han mycket i kontakt med sjömän och blev varmt intresserad för räddningsväsendet samt stiftade 1891 Norsk Selskab til Skibbrudnes Redning.